# Akutaq

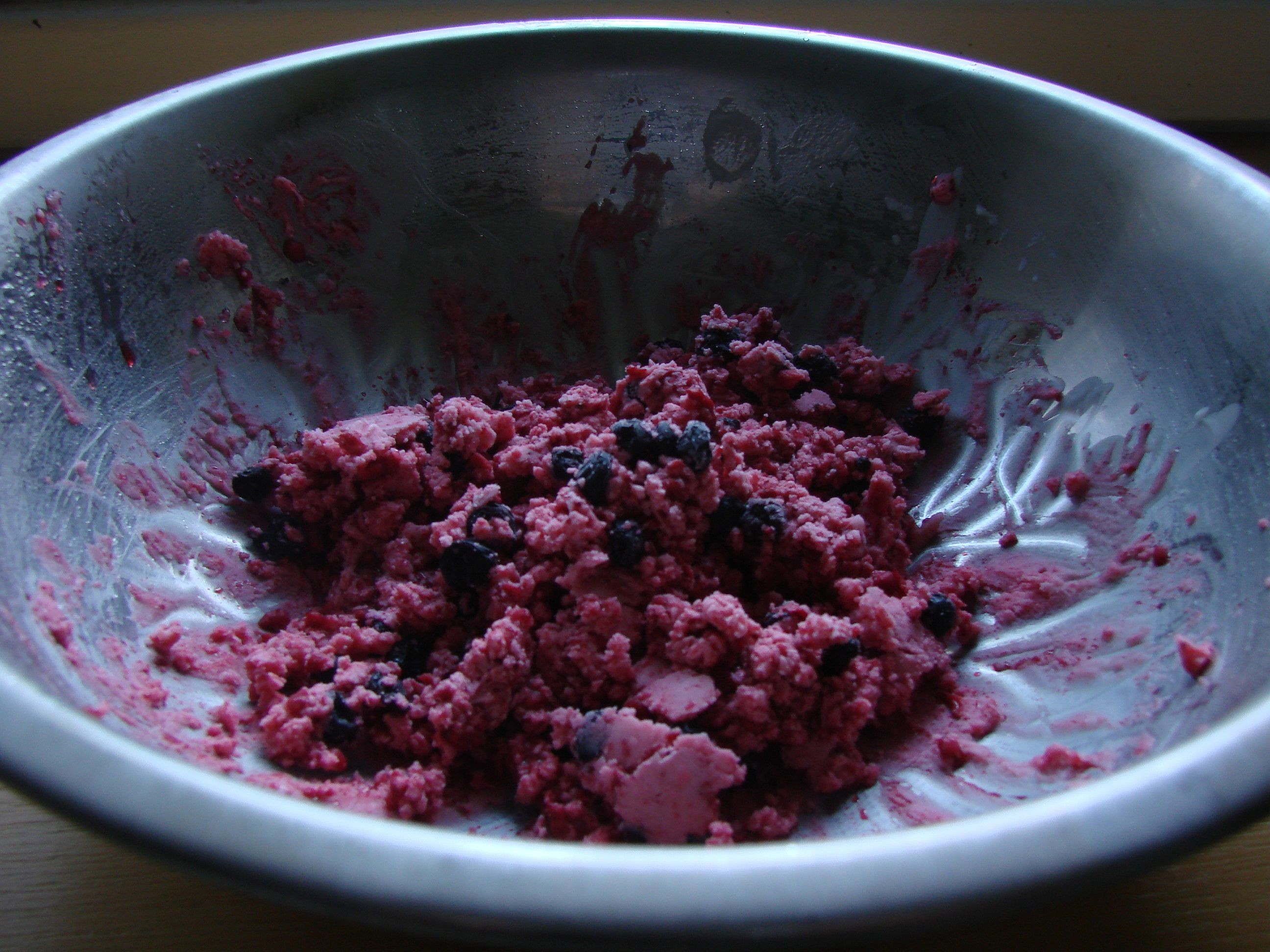
Akutaq

Akutaq oder aqutuk, ackutuk (gesprochen: agudik) ist die Bezeichnung für eine besondere Form von Eiscreme, die traditionell von den Yupik (oder: Western Eskimos)  in Alaska hergestellt wird. Das Wort bedeutet „Mischung“.
Grundlage ist weder Milch noch Saft, sondern Fett von Rentieren oder Elchen sowie Robbenöl oder Tran von Walen. Das Fett wird in Stücke geschnitten, durch Hitze verflüssigt und dann mit der Hand schaumig aufgeschlagen. Robbenöl und Wasser oder frisch gefallener Schnee werden hinzugegeben und untergeschlagen, bis die Mischung eine ziemlich feste Konsistenz hat. Dann werden Beeren hinzugefügt, zum Beispiel Blaubeeren oder Cranberries, und die Eismasse wird kalt gestellt.
Heute wird bei der Zubereitung auch Zucker verwendet und Rosinen oder getrocknete Früchte sowie das Pflanzenfett Crisco.